# Jorja Fox
Jorja-An Fox (ur. 7 lipca 1968 w Nowym Jorku) – amerykańska aktorka.

## Życiorys
Uczęszczała do Melbourne High School. Studiowała aktorstwo w Lee Strasberg Theatre and Film Institute pod opieką Williama Hickeya.

## Filmografia
- The Kill-Off (1989), jako Myra Pavlov
- Piekielna noc (Happy Hell Night, 1992), jako dziewczyna z bractwa
- Summer Stories: The Mall (1992), jako Diane
- Dead Drunk (1993), jako Maggie Glendon
- Missing Persons (1993–1994), jako Constance 'Connie' Karadzic
- Żartowniś (Dead Funny, 1994), jako Fate 3
- Figlarze (The Jerky Boys, 1995), jako młoda dama Lazzaro
- Alchemy (1995), jako Josie
- Ostry dyżur (ER, 1996–1999), jako dr Maggie Doyle
- Dom Frankensteina (House of Frankenstein, 1997), jako Felicity
- Asteroida śmierci (Velocity Trap, 1997), jako Alice Pallas
- How to Make the Cruelest Month (1998), jako Sarah Bryant
- The Hungry Bachelors Club (1999), jako Delmar
- Prezydencki poker (The West Wing, 2000), jako Gina Toscano
- Forever Fabulous (1999), jako Liz Guild
- Memento (2000), jako Catherine Shelby
- CSI: Kryminalne zagadki Las Vegas (CSI: Crime Scene Investigation, 2000–2013), jako Sara Sidle
- Down with the Joneses (2003), jako Bev Jones
- Next Exit (2005), jako Terri